# Luzula pindica
Luzula pindica là một loài thực vật có hoa trong họ Juncaceae. Loài này được (Hausskn.) Chrtek & Krísa mô tả khoa học đầu tiên năm 1964.